# Harpactes ardens
Harpactes ardens е вид птица от семейство Трогонови (Trogonidae).

## Разпространение
Видът е разпространен във Филипините.